# Lempdes-sur-Allagnon

Lempdes-sur-Allagnon este o comună în departamentul Haute-Loire, Franța. În 2009 avea o populație de 1,319 de locuitori.